# Auguste Tousset
Auguste Tousset, né à Paris 16e le 23 décembre 1889 et mort à Paris 15e le 18 mars 1937, est un footballeur international français.

## Biographie
Son poste de prédilection est attaquant. Il compte deux sélections en équipe de France de football, Angleterre amateur-France au stade Goldstone Ground à Brighton en 1910, France-Italie au stade de stade de Paris à Saint-Ouen en 1913.

### Carrière
Lors de sa première sélection contre les Anglais, Tousset n'était pas convié initialement dans le groupe français, contrairement à Joseph Delvecchio, dans l’incapacité de faire le déplacement outre-Manche. Par un pur hasard, Tousset se trouvait à la gare au moment où la délégation française attendait pour prendre son train vers l’Angleterre. Ni une ni deux, il est réquisitionné sur-le-champ et embarque avec toute la troupe direction la Perfide Albion.
À trois minutes de la fin de ce match contre les Anglais, que ceux-ci dominaient de toute leur classe, Auguste et Henri Mouton s'activèrent pour reprendre un ballon relâché par le gardien et l'expédièrent dans les filets, portant le score final à 10-1. La presse anglaise attribua le but à Henri Mouton, et la presse française, à Auguste Tousset. Qu'importe finalement : l'honneur était sauf ! Après un 15-0 en 1906, un 12-0 en 1908 et un 11-0 en 1909, il était grand temps de réagir.